# チャールズ・リヒター
チャールズ・フランシス・リヒター（Charles Francis Richter、英語発音: [tʃaːlz frænsis riktər]〈チャールズ・フランシス・リクター〉、1900年4月26日 - 1985年9月30日）は、アメリカ合衆国の地震学者。オハイオ州生まれ。地震の大きさを図るローカル・マグニチュード（リヒター・スケール）を考案し、同じカリフォルニア工科大学で研究していたベノー・グーテンベルグと共に発展させた。

## Richterの発音
Richterの発音は、英米でもしばしば議論される。Charles Francis Richterは米国の生まれで、本人も /ˈrɪktɚ/ (/ˈrɪktə/)（リクター）と英語風に発音していたので、それに従うべきである。
しかし、日本では、この人物についてはドイツ語風にリヒターと表記・発音することが定着している。